# Arquebisbat de Delhi
L'arquebisbat de Delhi (hindi: दिल्ली के सूबा, llatí: Archidioecesis Delhiensis) és una seu metropolitana de l'Església Catòlica a l'Índia. Al 2006 tenia 106.800 batejats sobre una població de 19.016.000 habitants. Actualment està regida per l'arquebisbe cardenal Anil Joseph Thomas Couto.

## Territori
L'arxidiòcesi comprèn el districte de la capital i els districtes de Gurgaon, Faridabad, Rohtak, Rewari, Mahindergarh, Jhajjar i Sonepat a l'estat de Haryana, a l'Índia.
La seu episcopal és la ciutat de Delhi, on es troba la catedral del Sagrat Cor de Jesús.
El territori s'estén sobre 15.420 km², i està dividit en 70 parròquies.

### Sufragànies
- Jammu-Srinagar,
- Jullundur,
- Simla i Chandigarh

## Història
L'arxidiòcesi de Simla va ser erigida el 13 de setembre de 1910 amb el breu Incensum del Papa Pius X, prenent el territori de l'arquebisbat d'Agra i del bisbat de Lahore (avui arxidiòcesi).
El 13 d'abril de 1937, mitjançant la butlla Inter apostolicas del Papa Pius XI el territori de la capital índia, fins llavors subjecte a l'arxidiòcesi d'Agra, va ser unit al de l'arxidiòcesi de Simla, que assumí el nom d'arxidiòcesi de Delhi i Simla.
El 4 de juny de 1959, en virtut de la butlla Indicae genti del Papa Joan XXIII es dividí l'arxidiòcesi, donant origen a la diòcesi de Simla (avui bisbat de Simla i Chandigarh) i a l'arxidiòcesi amb la denominació actual.

## Cronologia episcopal
- Anselm Edward John Kenealy, O.F.M.Cap. † (21 dicembre 1910 - 13 gennaio 1936 dimesso)
- Sylvester Patrick Mulligan, O.F.M.Cap. † (13 d'abril de 1937 - 16 d'agost de 1950 jubilat)
- Joseph Alexander Fernandes † (12 d'abril de 1951 - 16 de setembre de 1967 mort)
- Angelo Innocent Fernandes † (16 de setembre de 1967 - 19 de novembre de 1990 jubilat)
- Alan Basil de Lastic † (19 de novembre de 1990 - 20 de juny de 2000 mort)
- Vincent Michael Concessao (7 de setembre de 2000 - 30 de novembre de 2012 jubilat)
- Anil Joseph Thomas Couto, des del 30 de novembre de 2012

## Estadístiques
A finals del 2006, la diòcesi tenia 106.800 batejats sobre una població de 19.016.000 persones, equivalent al 0,6% del total.
| any  | població | població   | població | sacerdots | sacerdots       | sacerdots       | sacerdots             | diaques | religiosos | religiosos | parròquies |
| ---- | -------- | ---------- | -------- | --------- | --------------- | --------------- | --------------------- | ------- | ---------- | ---------- | ---------- |
| any  | batejats | total      | %        | total     | clergat secular | clergat regular | batejats por sacerdot | diaques | homes      | dones      |            |
| 1950 | 9.100    | 835.399    | 1,1      | 17        | 4               | 13              | 535                   |         | 12         | 54         | 12         |
| 1969 | 22.250   | 7.500.000  | 0,3      | 52        | 28              | 24              | 427                   |         | 52         | 151        | 12         |
| 1980 | 27.731   | 9.362.000  | 0,3      | 112       | 48              | 64              | 247                   |         | 215        | 279        | 19         |
| 1990 | 48.567   | 12.208.900 | 0,4      | 151       | 52              | 99              | 321                   |         | 264        | 407        | 30         |
| 1998 | 81.000   | 18.250.000 | 0,4      | 188       | 76              | 112             | 430                   |         | 291        | 539        | 46         |
| 2002 | 99.800   | 18.900.000 | 0,5      | 196       | 82              | 114             | 509                   |         | 287        | 634        | 47         |
| 2003 | 105.000  | 18.920.000 | 0,6      | 227       | 99              | 128             | 462                   |         | 307        | 828        | 51         |
| 2004 | 105.200  | 18.920.900 | 0,6      | 236       | 108             | 128             | 445                   |         | 378        | 815        | 60         |
| 2006 | 106.800  | 19.016.000 | 0,6      | 240       | 112             | 128             | 445                   |         | 301        | 815        | 70         |